# Крутик
Крутик (Amorpha) — рід квіткових рослин з родини бобових (Fabaceae). Рід містить 16 видів родом із Північної Америки. Amorpha fruticosa інтродукований до Євразії й Південної Америки з екологічною метою (ця швидкоросла рослина, здатна рости на бідних ґрунтах, здатна фіксувати атмосферний азот і збільшувати рівень гумусу та родючість ґрунту).

## Морфологічна характеристика
Це кущики залозисто-точкові. Листя непарноперисте; прилистки дрібні чи відсутні; листочків багато, дрібні, цілокраї. Суцвіття — верхня колосоподібна чи китицеподібна, іноді в листяних волотях. Зубці чашечки рівні чи нижні довші. Крило і кіль відсутні. Плід короткий, нерозкривний, часто густо залозисто-бородавчастий, насіння 1–2.

## Екологія
Населяє лісисті місцевості від субтропічної до континентальної та прохолодної помірної зони, лісисті луки, чагарники та луки, часто росте в піщаних районах і на схилах пагорбів або вздовж струмків та в інших вологих районах.

## Види
1. Amorpha apiculata Wiggins
2. Amorpha californica Nutt.
3. Amorpha canescens Pursh
4. Amorpha confusa (Wilbur) S.C.K Straub, Sorrie & Weakley
5. Amorpha crenulata Rydb.
6. Amorpha fruticosa L.
7. Amorpha georgiana Wilbur
8. Amorpha glabra Desf. ex Pers.
9. Amorpha herbacea Walter
10. Amorpha laevigata Nutt.
11. Amorpha nana Nutt.
12. Amorpha nitens Boynton
13. Amorpha ouachitensis Wilbur
14. Amorpha paniculata Torr. & A.Gray
15. Amorpha roemeriana Scheele
16. Amorpha schwerinii C.K.Schneid.